# Arthur Ruysschaert
Arthur Tuurtje Ruysschaert est un footballeur  et entraîneur belge né le 21 février 1910 à Bruges (Belgique) et mort le 10 janvier 1995 à Bruges (Belgique).

## Biographie
Arthur Ruysschaert fait ses débuts en championnat en 1926 au Royal Cercle Sportif Brugeois. Avec les Vert et Noir, il réalise la saison suivante le doublé Coupe-Championnat. Cette saison-là, il est l'un des meilleurs buteurs du Cercle et il marque entre autres le but de la victoire en finale de la Coupe de Belgique.
Il remporte encore le Championnat en 1930. Puis le Cercle décline en Championnat et est rétrogradé en Division 2 en 1936. Les brugeois remontent toutefois parmi l'élite en 1938.
Après sa carrière de footballeur, Ruysschaert est devenu entraîneur des jeunes au Cercle. Il a assuré également dans le même club l'interim au poste d'entraîneur durant la saison 1953-1954 à la suite du renvoi de Louis Versyp.

## Palmarès
- Champion de Belgique en 1927 et 1930
- 312 matches et 75 buts en Championnat de Division 1
- Vainqueur de la Coupe de Belgique en 1927
- Champion de Belgique D2 en 1938 (groupe B)